# Walid Nakschbandi
M. Walid Nakschbandi (* 14. August 1968 in Kabul, Afghanistan) ist ein afghanisch-deutscher Journalist, Film- und Fernsehproduzent.

## Leben
Nakschbandi, afghanischer Diplomatensohn, lebte ab dem Alter von sieben Jahren mit seiner Familie in Indien, dem Iran und Frankreich. Als 14-Jähriger wurde er über Paris zu seinem älteren Bruder nach Deutschland geschickt. In Solingen machte er sein Abitur und begann ein Politik- und Jurastudium an der Rheinischen Friedrich-Wilhelms-Universität Bonn. Sein Jurastudium wollte er nach dem ersten Staatsexamen nicht mehr abschließen. Das Politikstudium schloss er in Berlin an der Freien Universität ab. Während seiner Studienzeit war er im Rahmen der Begabtenförderung Stipendiat der Friedrich-Naumann-Stiftung.
Nach dem Studium war er Volontär bei Sat.1 und wurde politischer Redakteur. Im Anschluss daran wechselte er zur Verlagsgruppe Georg von Holtzbrinck, wurde Redakteur der Sendung Talk im Turm. Dann übernahm er die Position des Leiters der Haupt- und Entwicklungsredaktion und wurde Produzent der ZDF-Sendung Versteckte Kamera.
Seit 1999 ist er Geschäftsführer und Chefredakteur der AVE Gesellschaft für Fernsehproduktion mbH mit Sitz in Berlin und Düsseldorf. AVE (Audio Visual Entertainment) fasst laut Holtzbrinck-Homepage „… sämtliche Fernsehaktivitäten der Verlagsgruppe Georg von Holtzbrinck …“ zusammen und produziert Infotainmentsendungen für verschiedene deutsche Fernsehsender. Zum Produktionsbereich von AVE gehören unter anderem die n-tv-Sendungen Klassisch, Talk in Berlin, Grüner Salon, Quergefragt, das Online-Videomagazin WatchBerlin, sowie das BR-Jugendmagazin on3-südwild. Tochterunternehmen von AVE sind Zeit-TV, Spektrum-TV GmbH, macroscope-Film und Wirtschafts-TV GmbH.
Seit dem 1. Januar 2024 ist er Geschäftsführer der Film- und Medienstiftung NRW.
Des Weiteren lehrt Walid Nakschbandi an der Berliner Universität der Künste und schreibt für den Der Tagesspiegel und die Süddeutsche Zeitung.

## Filmografie (Auswahl)
- 2001: Friedman (Fernsehserie, Produzent).
- 2004: Wenn die Mondblume singt (Dokumentarfilm, Produzent).
- 2004: Morgen ist ein anderer Tag – Der Dorfpolizist und die Juden (Dokumentarfilm, Autor und Regisseur).
- 2015: Meine Tochter Anne Frank (Fernsehfilm, Produzent).
- 2016: Letzte Ausfahrt Gera – Acht Stunden mit Beate Zschäpe (Dokumentarfilm, Executive Producer).
- 2016: Das Tagebuch der Anne Frank (Kinofilm, Produzent).

## Veröffentlichungen
- mit Hajo Funke: Deutschland, die herausgeforderte Demokratie. Fischer, Frankfurt am Main 2017, ISBN 978-3-10-490609-6.